# Трофимов, Виталий Викторович
Вита́лий Ви́кторович Трофи́мов (род. 6 мая 1943) — советский, российский художник-акварелист, график. Член Союза художников России (1973). Заслуженный работник культуры Республики Коми (2003). Народный художник Республики Коми (2018).

## Биография
Родился в 1943 году в селе Лебяжье Егорьевского района Алтайского края. Ранние годы художника прошли в Санкт-Петербурге и Выборге. В 1961 году Трофимов окончил Ленинградское художественно-педагогическое училище. С 1963 года живёт и работает в городе Инте. Занимался педагогической деятельностью.

## Творчество
Любимые техники художника — акварель, графика (карандашные зарисовки). Работает преимущественно в жанре пейзажа. Художник много путешествовал по Приполярью, сдержанная природа которого и стала основной темой его творчества. Среди работ также городские и архитектурные пейзажи, посвященные как ставшей художнику родной Инте, так и другим городам России.
С 1967 года участвует в республиканских художественных выставках, где представлялись более 1000 его работ. Работы представлялись также в Болгарии, Финляндии.
Произведения художника хранятся в фондах Национальной галереи Республики Коми, Интинского краеведческого музея, в частных собраниях.
Известные работы:
- «Балбан-ты. Суббота» (1980)
- «Северная осень» (1982)
- «У ночного костра» (1982)
- «В Мариинском «Пиковая дама»[4]